# Jasenak (Ogulin)
 Jasenak  falu Horvátországban, Károlyváros megyében. Közigazgatásilag Ogulinhoz tartozik. Településrészei Krapani, Zrnići, Kostići, Jorgići, Paligaće, Mašići és Vrelo.

## Fekvése
Károlyvárostól 50 km-re délnyugatra, községközpontjától 15 km-re nyugatra, a Nagy-Kapela hegységben a Jasenački patak partján fekszik. Közelében található a hegység legmagasabb csúcsa az 1534 méter magas Bjelolasica.

## Története
Ez a terület a 15. században a Frangepánok modrusi uradalomához tartozó Krakar része volt, melyet 1486-ban említ először a modrusi urbárium. 
A település lakosainak ősei szerb pásztorok voltak, akiket a vlach jog alapján 1632-ben telepített Frangepán Gáspár ogulini várkapitány a török hódoltsági területekről, főként Cazinska krajina vidékéről a Velika Kapela hegyei közé. A katonai határőrvidék létrehozásával az itteniek kiváltságaik fejében határőr szolgálatra voltak kötelezve, sokan közülük a határ különböző szakaszain szolgáltak.
A helyi lakosság azt tartja, hogy az első szerbek Gomirjéről érkezett pásztorok voltak és a település nevét kőrisfában (jasen) gazdag határáról kapta. A jasenaki temetőben még a háború előtt is látni lehetett romokat és egy Szent Mihály arkangyalnak szentelt régi templom tornyát. A településnek 1768-ban mindössze három, 1830-ban már 18 háza volt 244 lakossal.
Fejlődésén nagyot lendített hogy itt halad át az 1874-ben épített Rudolf-út, mely Ogulint a tengerparti Novi Vinodolskival kötötte össze. Szent Lázár tiszteletére szentelt templomát 1883-ban építették, 1942-ben leégett, azóta rom. 1887-ben gőzfűrészüzem létesült itt, mely kapacitását tekintve az első volt a három nyugat-horvátországi gőzfűrészüzem között. A falunak 1880-ban 383, 1910-ben 1130 lakosa volt. Trianonig Modrus-Fiume vármegye Ogulini járásához tartozott. A második világháború idején az usztasák a települést teljesen felégették, lakosságának tizedét elveszítette. Vrelo településen 1986-ban sípályát építettek, ebből fejlődött ki a HOC Bjelolasica horvát olimpiai sport és rekreációs központ. 2011-ben 226 lakosa volt. A településen ma posta, rendőrőrs, üzlet és benzinkút működik. A Bjeolasica csúcsra, a Bijele és a Samarske sziklákhoz vezető hegyi túrautak fő kiindulópontja.

## Lakosság

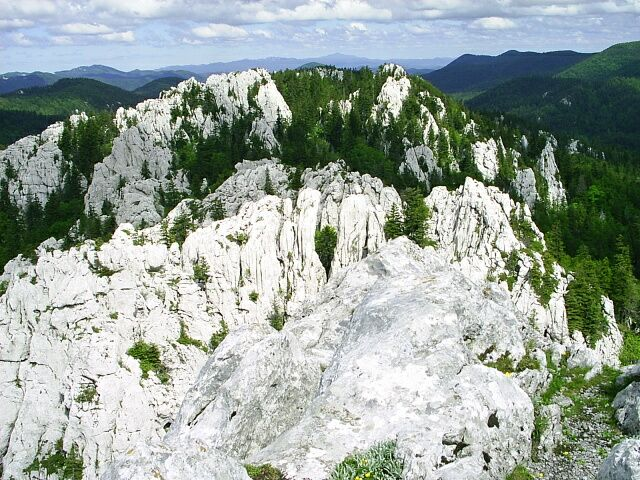
A Bijele stijene sziklái

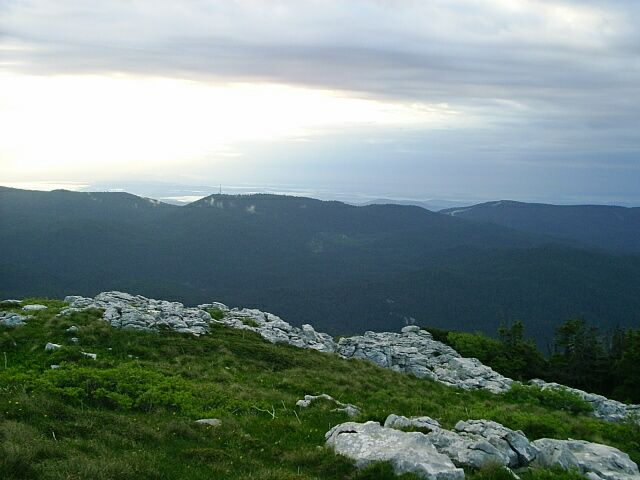
A Bjelolasica látképe

| Lakosság változása | Lakosság változása | Lakosság változása | Lakosság változása | Lakosság változása | Lakosság változása | Lakosság változása | Lakosság változása | Lakosság változása | Lakosság változása | Lakosság változása | Lakosság változása | Lakosság változása | Lakosság változása | Lakosság változása | Lakosság változása |
| ------------------ | ------------------ | ------------------ | ------------------ | ------------------ | ------------------ | ------------------ | ------------------ | ------------------ | ------------------ | ------------------ | ------------------ | ------------------ | ------------------ | ------------------ | ------------------ |
| 1857               | 1869               | 1880               | 1890               | 1900               | 1910               | 1921               | 1931               | 1948               | 1953               | 1961               | 1971               | 1981               | 1991               | 2001               | 2011               |
| 383                | 542                | 741                | 955                | 1028               | 1130               | 1022               | 1124               | 592                | 643                | 590                | 453                | 382                | 331                | 301                | 226                |

## Nevezetességei
Jasenak vidéke számos természeti szépségben bővelkedik. A Bjelolasica-hegység és legmagasabb 1534 méter magas csúcsa nevét arról a keskeny, fehér sziklákból álló gerincről kapta, mely az erdős övezet fölé emelkedik. A hegység hét kilométer hosszúságban nyúlik és bővelkedik kiterjedt, sűrű erdőkben, rétekben és mészkőszirtekben. Mind a gyalogos, mind a kerékpáros túrázóknak felejthetetlen élményt nyújt. Télen a hegység ideális síterep, ahol a hó egészen a tavasz közepéig megmarad. Ekkor a havas tájat buja, virágzó növényzet váltja fel. Bjelolasica üdülőtelep a hegyre vezető turistautak fő kiindulópontja. Itt épült ki az ország olimpiai centruma, ahol minden igényt kielégítő sípálya, sífelvonó, szállodák és éttermek várják a kirándulókat. A teleptől a csúcs felé indulva 1335 méter magasságban található a Bijele stijene egyedülálló szikla alakzatai, mellette hegyi menedékházzal. Másik közeli természeti látványosság a Samarske stijene kőlabirintusa, égbenyúló nem mindennapi szikla alakzatok sokasága.
A Szent Lázár tiszteletére szentelt ortodox templomot 1883-ban építették kőből. Ez volt az egyik első épület, amelyet a tartományi kormány emelt a katonai határőrvidéknek a vármegyékhez történő csatolása után. Tengerparti kézművesek és kőfaragók építették. A második világháborús pusztítás után csak a hajó és a szentély körtőfalai maradtak meg a párkány magasságáig. Megmaradtak a 20. század elején a zágrábi Armin Schreiner gyárban gyártott padlóburkolat kerámialapjai is.